# Odontotarsus
Odontotarsus is een geslacht van wantsen uit de familie van de Scutelleridae (Pantserwantsen). Het geslacht werd voor het eerst wetenschappelijk beschreven door Laporte in 1833.

## Soorten
Het genus bevat de volgende soorten:

- Odontotarsus angustatus Jakovlev, 1883
- Odontotarsus armiger Kiritshenko, 1914
- Odontotarsus callosus Horváth, 1896
- Odontotarsus caudatus (Burmeister, 1835)
- Odontotarsus druryi Distant, 1910
- Odontotarsus freyi Puton, 1882
- Odontotarsus grammicus (Linnaeus, 1767)
- Odontotarsus impictus Jakovlev, 1886
- Odontotarsus intermedius Horváth, 1923
- Odontotarsus latissimus Göllner-Scheiding, 1990
- Odontotarsus obsoletus Horváth, 1906
- Odontotarsus oculatus Horváth, 1882
- Odontotarsus parvulus Horváth, 1917
- Odontotarsus plicatulus Horváth, 1906
- Odontotarsus purpureolineatus (Rossi, 1790)
- Odontotarsus robustus Jakovlev, 1883
- Odontotarsus rufescens Fieber, 1861